# Ракетное оружие Ирана
Главная: Военно-промышленный комплекс Ирана (см. Промышленность Ирана)
Ракетное оружие разрабатывается Ираном в атмосфере противостояния со странами Запада, частичной международной изоляции и при наличии собственной ядерной программы, что привело к необходимости развития собственного ракетного оружия.

## История
Главными помощниками в создании собственного ракетного оружия были Россия и КНДР. Так в 1993 году на базе советского ракетного комплекса «Луна-М» была создана ракета «Зильзаль».
В 1994 году на базе северокорейских ракет «Нодон» начали разрабатываться баллистические ракеты «Шахаб-3» (первая иранская ракета, способная достичь территории Израиля). К 2011 году у Ирана насчитывалось 40 ракет этого класса.
13 августа 2017 года Парламент Ирана одобрил законопроект об увеличении расходов на ракетную программу, это стало реакцией на недавно принятый в США закон, позволяющий Вашингтону расширять санкции в отношении Тегерана.

### Китайский след
По утверждению Госдепартамента США, материалы и оборудование для производства иранских ракет поставляются из Китая. Ключевую роль в этих поставках играет некто Ли Фанвей (Li Fangwei), известный также как Карл Ли (Karl Lee). Начав действовать как государственный служащий КНР, в 1998 году Ли создал подставную компанию в Даляне и затем множество других. Компании Ли занимаются поставками в Иран алюминия, гироскопов и других материалов и комплектующих для постройки иранских стратегических ракет.

## Состав
Комплексы малой дальности:
- «Тондар» (до 150 км)
- «Фатех» (менее 200 км)

Комплексы средней дальности:
- «Шахаб»
- «Кадер»

Баллистические:
- ближнего радиуса действия Hatf-II (180 км, 2012)[5].
- «Саджил» (дальность 2 тыс. км, 2008 год).

Крылатые ракеты:
- «Мескат» (Meshkat) дальностью 2000 км и более на основе купленных на Украине советских Х-55, ракеты готовы после 2012[6][7].
- «Зафар» (Zafir, «Триумф») — сверхзвуковая крылатая ракета, самая быстрая в мире КР морского базирования на 2011[8].
- Достоверно существуют КР, базирующиеся на подводных лодках (не ПКР)[9].
- Nasr-e Basir — КР морского и сухопутного базирования с активным маневрированием и самонаведением.
- «Кадир» (Qadir) — морского и сухопутного базирования против морских целей (до 300 км).

Противокорабельные:
- Крылатые ракеты «Гадер» (дальность 222 км; разработка завершена летом 2011 года)[10].

Также на вооружении у Ирана находятся различные ПКР, как  собственной разработки, так и американской («Гарпун») и китайской (С-серия).
БПЛА (см. Военный БПЛА)
- тяжëлый бомбардировочный БПЛА Karrar («Ударник»)[12].

## Разработка и производство
Университет аэрокосмической науки и технологий Ашура (подразделение КСИР) в Тегеране.
Иранская компания AIO курирует разработку баллистических ракет.

## Проблемы эксплуатации
В условиях длительной изоляции Иран лишен был доступа к ряду технологий, что неизбежно повлияло на боеспособность его ракетных частей. Имеются сведения об отсутствии технологий, позволяющих держать в течение длительного времени на дежурстве жидкостные ракеты. Из-за чего постановка последних на дежурство и снятие с него сопровождаются длительными и трудоемкими процедурами, что неизбежно сказывается на боеспособности.

## Учения
28 сентября 2008 года были проведены масштабные учения «Маневры Великого Пророка — IV», на которых были испытаны «Фатех», «Тондар» и «Шахаб».
В январе 2012 года «Гадер», «Нур» (дальность 200 км) и «Наср» были испытаны в акватории Персидского залива в рамках учений «Велайят-90» («Главенство-90»).